# Хабарчиха
Хабарчи́ха (рос. Хабарчиха) — селище у складі Махньовського міського округу Свердловської області.
Населення — 269 осіб (2010, 480 у 2002).
Національний склад населення станом на 2002 рік: росіяни — 94 %.